# Czerniowieckie Muzeum Sztuki
Czernowieckie Muzeum Sztuki (Чернівецький художній музей) – muzeum sztuki w Czerniowcach, jedyne na Bukowinie muzeum sztuki, posiadające cenne zbiory regionalnego malarstwa.

## Adres i godziny otwarcia
Czernowieckie muzeum sztuki znajduje się na drugim i trzecim piętrze historycznego budynku w samym sercu Czerniowców pod adresem: Plac Centralny (Central’na ploszcza) 10, 58000 Czerniowce, Ukraina

Dyrektor: Inna Fedoriwna Kicul

Muzeum otwarte jest dla zwiedzających codziennie oprócz poniedziałku w godzinach 10:00 – 17:00.

## Budynek Muzeum
Budynek Czerniowieckiego muzeum sztuki, zbudowane w tradycji wiedeńskiej secesji dla Bukowińskiej Sparkasse (1900 r.) prezentuje unikalną pamiątkę architektury. Architektami byli Hubert Gessner (1871-1943) oraz Prokop Šupich (1870-1947), a w budowie uczestniczył także Robert Vitek (1871-1945). Fasada i wnętrze budynku nie zmieniły się znacząco od tego czasu.

## Z historii muzeum
Czeniowieckie Muzeum Sztuki otwarto w 1988 r., na bazie oddziału sztuki Muzeum Krajoznawczego Oblastii. 

Fondy składają się z przekazanych przez Muzeum Krajoznawcze zbiorów, szczególnie z zebranych podczas różnych lokalnych ekspedycji oraz dary przekazane przez dyrekcje wystaw sztuki Ministerstwa Kultury Ukrainy, jak także i dary artystów oraz mecenatów.

## Fondy i ekspozycja
Zbiory Czerniowieckiego Muzeum Sztuki zawierają prawie 12.000 eksponatów.

W kolekcji ikonopisów XVII-XX w. znajdują się bukowińskie obrazy, ikony na szkle, ceny wyroby lokalnego i nacjonalnego ikonopisu i tak dalej. Wśród malarzy XVIII-XIX wieku wyróżnić można E. Grjotcnera, E. Buczewskiego, A. Kochanowską.

Twórczość malarską Bukowiny XX w. reprezentują obrazy E. Lipeckogo i A. Kolnika, kolekcje I. Beklemiszewei, O. Kycelyci, E. Nejman, P. Jakowenka, L. Kopelmana, O. Kryworuczka, J. Zajcja oraz I. Holomenioka, O. Plaksia, W. Sanrzarowa, O. Liobkiwskogo i innych.

Kolekcja muzeum odzwierciedla indywidualną kreatywność ukraińskich artystów XX wieku – M. Glyszczenko, M. Deregusa, A. Kocki i innych, jak i twórców diaspory, P. Megika, T. Wyrsta czy M. Widniaka.

Muzeum posiada rzadką kolekcję ludowych bukowińskich dywanów, ponad 3000 bukowińskich i huculskich pisanek, dzieła snycerzy Wasyla i Mykoły Szkriblyaków, M. Megedenyuka i innych.